# EuroCity

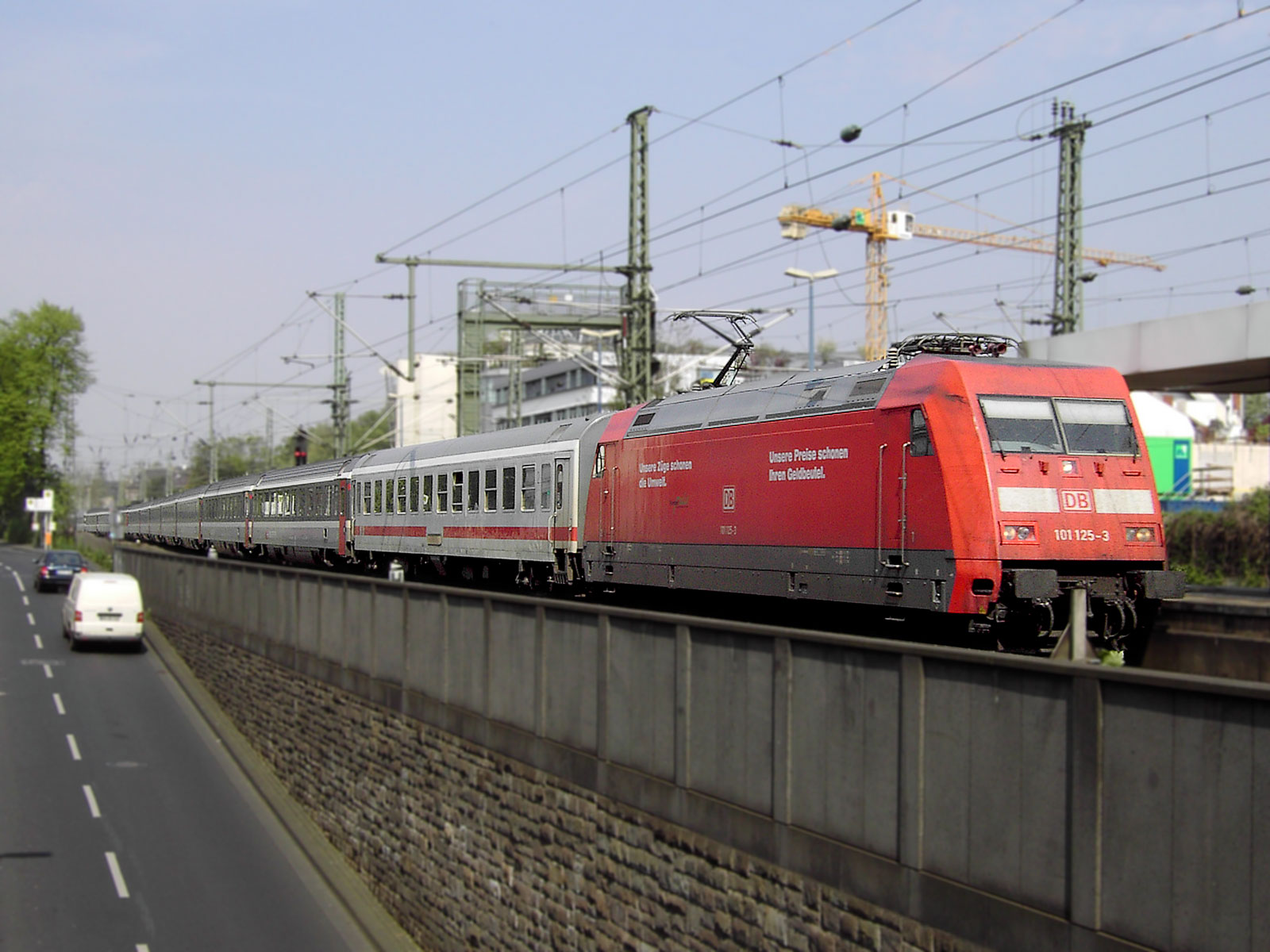
Német 101-es mozdony vontat svájci és német kocsikból álló Eurocity vonatot

Az EuroCity, rövidítve EC egy nemzetközi vasúti szolgáltatást jelöl az európai városközi vasúthálózaton belül. Az „IC”-vel (InterCity) ellentétben az „EC” vonatok olyan nemzetközi járatok, amik a lentebb meghatározott követelményeknek eleget tesznek. Az EuroCity a régebbi TEE (Trans-Europ-Express) nemzetközi gyorsvonat-kategória utódja. Az első EuroCity szerelvények 1987-ben indultak útjukra. A szervezet központja Hollandiában található.

## Magyarországi történetük
Az elődeik az 1986-ban bevezetett Interexpress-vonatok voltak, amelyek az egykori keleti blokk államai között közlekedtek. Magyarországon elsőként az 1988. május 29-ei menetrendváltáskor az 1979 óta közlekedő Lehár Expressz került át az EuroCity vonatnembe. A járat reggel indult Bécsből és délelőtt érkezett a Déli pályaudvarra, az ÖBB 1146 sorozatú, kétáramrendszerű mozdonyával.
A Liszt Ferenc EuroCity volt a második magyarországi EC-vonat. Az első időkben ezt gyakran MÁV V63 mozdonyok továbbították.
1994 júniusától az új osztrák kétáramrendszerű mozdonyok, a ÖBB 1014-esek kezdtek el járni az EC-vonatokkal. A következő magyarországi EuroCity az EC "Bartók Béla" volt. Ennek útvonala több lépésben fokozatosan hosszabbodott. Először Budapest-München között közlekedett, aztán Stuttgartig, majd Frankfurtig járt a németországi szakaszon. 1997-ben a magyar oldalon is meghosszabbították az útvonalat Miskolcon keresztül Debrecenig. A járat teljes hossza 1564 km volt. Az EuroCity vonatok belföldi utazásra 1997 óta vehetők igénybe InterCity pótjeggyel és ekkortól kezdve haladnak 140–160 km/h sebességgel a Budapest–Hegyeshalom–Rajka-vasútvonalon. A diszkont légitársaságok 2003 óta megnövekedett aránya miatt lerövidült, illetve megszűnt nemzetközi viszonylatok, majd a 2008-as menetrendváltástól kezdve Magyarországra is bejáró Railjet vonatok következményeként átalakuló nemzetközi vasúti szolgáltatás lehetővé tette több EuroCity járat indítását az erdélyi célállomások irányába.
Napjainkban (2021-ben) napi 15 pár EuroCity-vonat érinti Magyarországot:
Magyarországról induló viszonylatok:
- Budapest-Keleti–Győr–Hegyeshalom–Bécs: Advent, Csárdás, Lehár, Liszt Ferenc, Semmelweis
- Budapest-Nyugati–Szob–Pozsony–Brno–Prága–(Hamburg) (2 óránként): Hungária, Metropolitan
- Budapest-Nyugati–Szob–Pozsony–Terespol: Báthory
- Záhony–Nyíregyháza–Debrecen–Budapest-Keleti–Győr–Hegyeshalom–Bécs: Hortobágy, Tisza

Magyarországon átmenő:
- Bécs–Hegyeshalom–Győr–Budapest-Keleti–Szolnok–Lőkösháza–Brașov–București Nord: Dacia
- Bécs–Hegyeshalom–Győr–Budapest-Keleti–Püspökladány–Nyírábrány–Szatmárnémeti: Szamos

Az Ausztria és Németország felé közlekedő RailJet vonatok besorolása nem egyértelmű, a jelenleg érvényben lévő közforgalmú menetrend a Railjet-et külön vonatnemnek tekinti, az állomási utastájékoztató kijelzőkön és a hangos utastájékoztatásban több helyen mégis is EuroCity-nek nevezik ezeket a járatokat is.

### Jelenleg közlekedő
| Elnevezés       | Viszonylat |
| --------------- | --- |
| EC Advent       | Budapest-Keleti pályaudvar-Győr-Hegyeshalom-Bécs (decemberi szombatokon) |
| EC Báthory      | Budapest-Nyugati–Szob–Párkány–Pozsony–Bohumín–Katowice–Varsó/Krakkó (naponta) |
| EC Csárdás      | Budapest-Keleti pályaudvar-Győr-Hegyeshalom-Bécs (naponta; korábban Budapest-Prága között közlekedett) |
| EC Dacia        | Bécs-Hegyeshalom-Győr-Budapest-Keleti pályaudvar-Szolnok-Lőkösháza-Brassó-București Nord (naponta; 2024/2025-ös menetrendváltás óta EuroCity vonatként közlekedik; korábban gyorsvonatként és régebben expresszvonatként közlekedett) |
| EC Hortobágy    | Bécs-Hegyeshalom-Győr-Budapest-Keleti pályaudvar-Szolnok-Debrecen-Nyíregyháza-Záhony, közvetlen kocsival Záhony-Kijev (naponta; egy időben Nyugati pu.-Nyíregyháza között közlekedett; a 2014/2015-ös menetrendváltás óta EuroCity vonatként közlekedik; a 2014/2015-ös menetrend idején Debrecen-Szolnok-Cegléd-Kőbánya-Kispest-Ferencváros-Kelenföld-Győr-Bécs útvonalon közlekedett) |
| EC Hungária     | Budapest-Nyugati–Szob–Párkány–Pozsony–Prága–Drezda–Berlin–Hamburg (naponta; régen a Keleti pályaudvarról közlekedett) |
| EC Lehár        | Budapest-Keleti pályaudvar-Győr-Hegyeshalom-Bécs (naponta) |
| EC Liszt Ferenc | Budapest-Keleti pályaudvar-Győr-Hegyeshalom-Bécs (naponta; régebben Budapest-Sopron között közlekedett IC-ként) |
| EC Metropolitan | Budapest-Nyugati–Szob–Pozsony–Brno–Prága (2 óránként) |
| EC Semmelweis   | Budapest-Keleti pályaudvar-Győr-Hegyeshalom-Bécs (naponta) |
| EC Szamos       | Bécs-Hegyeshalom-Győr-Budapest-Keleti pályaudvar-Szolnok-Püspökladány-Debrecen-Nyírábrány-Nagykároly-Szatmárnémeti (naponta; Bécs és Püspökladány között a Tisza EC-vel egyesítve közlekedik; régebben a Keleti pályaudvar volt a végállomása és Debrecen-Mátészalka-Tiborszálláson át közlekedett; korábban InterCity és gyorsvonatként is közlekedett) |
| IC Tisza        | Bécs-Hegyeshalom-Győr-Budapest-Keleti pályaudvar-Szolnok-Debrecen-Nyíregyháza-Záhony-Csap (naponta; Bécs és Püspökladány között a nagybányai Szamos EC-vel egyesítve közlekedik; egy időben Moszkváig közlekedett; régebben nyári időszakban hétfőnként, szerdánként, csütörtökönként és szombatonként közvetlen kocsija volt Splitbe és Koperbe; régebben gyorsvonatként és expresszvonatként közlekedett; 2014 nyarán Záhony és Szolnok között a tapolcai Tekergő gyorsvonattal egyesítve közlekedett; egy időben a Nyugati pályaudvarról indult Cegléden keresztül; egy időben Miskolc-Sátoraljaújhely-Újhelyen keresztül közlekedett) |

### Jelenleg nem közlekedő
| Név                 | Útvonala |
| ------------------- | --- |
| EC After            | Budapest-Keleti pályaudvar-Győr-Hegyeshalom-Bécs (2025. augusztus 12-én közlekedett, csak ebben a viszonylatban) |
| EC Avala            | Belgrád–Kelebia–Kiskunhalas–Kiskőrös–Kunszentmiklós-Tass–Budapest-Keleti pályaudvar–Tatabánya–Győr–Mosonmagyaróvár–Hegyeshalom–Bécs (2011 és 2014 között Bécs helyett Prágába közlekedett; a 2014/2015-ös menetrend idején Kiskőrös–Kunszentmiklós-Tass–Budapest-Keleti pályaudvar helyett Kiskunfélegyháza–Kecskemét–Cegléd–Kőbánya-Kispest–Ferencváros–Kelenföldön keresztül közlekedett; felújítási munkák miatt 2019-től csak Budapest-Keleti és Bécs között közlekedett; megszűnt a 2019/2020-as menetrendváltással egy időben, helyét a Semmelweis EC vette át) |
| EC Bartók Béla      | Budapest-Keleti pályaudvar-Győr-Hegyeshalom-Bécs (2006-ig Münchenig közlekedett) |
| EC Belvedere        | Budapest-Keleti pályaudvar-Győr-Hegyeshalom-Bécs |
| EC Bem József       | Budapest-Keleti pályaudvar-Hidasnémeti-Kassa-Varsó |
| EC Carlo Goldoni    | Budapest-Keleti pályaudvar-Székesfehérvár-Fonyód-Nagykanizsa-Gyékényes-Zágráb-Ljubljana-Velence |
| EC Comenius         | Budapest-Nyugati–Szob–Pozsony–Brno–Prága |
| EC Danubius         | Budapest-Nyugati–Szob–Pozsony–Brno–Prága (korábban EuroNight vonatként közlekedett Budapest és Bécs között, közvetlen kocsival Frankfurtba) |
| EC Jaroslav Hašek   | Budapest-Nyugati–Szob–Pozsony–Brno–Prága (egy időben a Keleti pályaudvarról közlekedett) |
| EC Jeszenszky János | Budapest-Nyugati–Szob–Pozsony–Brno–Prága (egy időben a Keleti pályaudvarról közlekedett) |
| EC Moravia          | Budapest-Nyugati–Szob–Párkány–Pozsony–Bohumín–Katowice–Varsó |
| EC Petrov           | Budapest-Nyugati–Szob–Pozsony–Brno–Prága (egy időben a Keleti pályaudvarról közlekedett) |
| EC Polonia          | Budapest-Keleti pályaudvar–Szob-Pozsony-Varsó |
| EC Porta Bohemica   | |
| EC Slovan           | Budapest-Nyugati–Szob–Pozsony–Brno–Prága (egy időben a Keleti pályaudvarról közlekedett) |
| EC Transilvania     | Bécs-Hegyeshalom-Győr-Budapest-Keleti pályaudvar-Szolnok-Püspökladány-Biharkeresztes-Nagyvárad-Kolozsvár (naponta; Bécs és Püspökladány között a szatmárnémeti Szamos EC-vel egyesítve közlekedik; korábban Keleti pályaudvar-Szolnok-Békéscsaba-Lőkösháza-Brassó viszonylatban közlekedett; a 2018/2019-es menetrendváltás óta EuroCity vonatként közlekedik, ezzel egyidőben változott az útvonala mostanira; Nagyvárad–Kolozsvár-vasútvonal felújítása miatt szünetel, helyét a Tisza EC vette át)                                                                 |
| EC Varsovia         | Budapest-Nyugati–Szob–Párkány–Pozsony–Bohumín–Katowice–Varsó (egy időben a Keleti pályaudvarról közlekedett, helyét a Báthory EC vette át) |

## Követelmények
- A vonat két vagy több ország között közlekedjen (Az osztrák vasút 2011-ig közlekedtetett országon belüli EC vonatokat, ezek a menetrendben ÖEC jelöléssel szerepeltek)
- Az összes kocsi rendelkezzen légkondicionáló berendezéssel
- Megállás csak nagyobb városokban
- A megállás nem több, mint 5 perc, rendkívüli esemény esetén 15 perc
- Étel és ital legyen kapható a vonaton (lehetőleg legyen étkezőkocsi)
- A kalauz tudjon legalább két nyelven, az egyik legyen angol, francia vagy német
- Átlagsebesség (megállásokkal) minimum 90 km/h, kivéve hegyvidéken vagy vasúti kompon
- Nappali utazás (indulás 6:00 után, érkezés 0:00 előtt)

## Kocsipark
Az EC-vonatokban futó személykocsiknak az alábbi kritériumokat kell teljesítenie:
- klimatizált
- RIC-képes
- maximális sebesség 200 km/h
- hatüléses fülkék mind 1., mind 2. osztályon, fülkehossz kb. 2,3 m az 1. osztályon és kb. 1,9 m a 2. osztályon
- termeskocsik 2+1 üléselrendezéssel az 1. osztályon és 2+2 üléselrendezéssel a 2. osztályon

A České Dráhy, a MÁV és részben az ÖBB és az SBB az EC-vonatokhoz új kocsikat szerzett be. A többi vasút olyan kocsikat használ az EC-vonatokban, mint a belföldi InterCity-vonatokhoz. Egyes esetekben régebbi kocsikat is használnak szükségből, melyek nem felelnek meg a kritériumoknak, mint például a Belga Vasút az 1955-ös átépítésű étkezőkocsikkal, melyek az 1990-es évek közepéig forgalomban voltak az EC "Vauban" és "Iris" vonatokban. A Zürich-München EC-vonatokban 50 éves étkezőkocsik futottak az 1990-es években, modern kocsik hiányában.
A DSB (Dán Vasút) IC-3 típusú dízel motorkocsikat is használ EC-forgalomban, míg a Deutsche Bahn az ICE-TD dízel motorvonatait közlekedteti Hamburg-Lübeck-Koppenhága között. Ezek az egyetlen EuroCity-járatok, melyek vasúti kompon kelnek át egyik országból a másikba.

## Nevek
Egyes EuroCity vonatokat a 19-20. század luxusvonatainak mintájára neveztek el. Gyakran ezek a nevek megegyeznek a korábbi Trans-Europ-Express vonatok neveivel, például „Lutetia” a Párizs–Milánó közötti járatnak. A nevek az ülésekhez adott brosúrákon is olvashatók, amelyeken az egyes megállók érkezési időpontjai és az út részletei vannak.

## Útvonalak

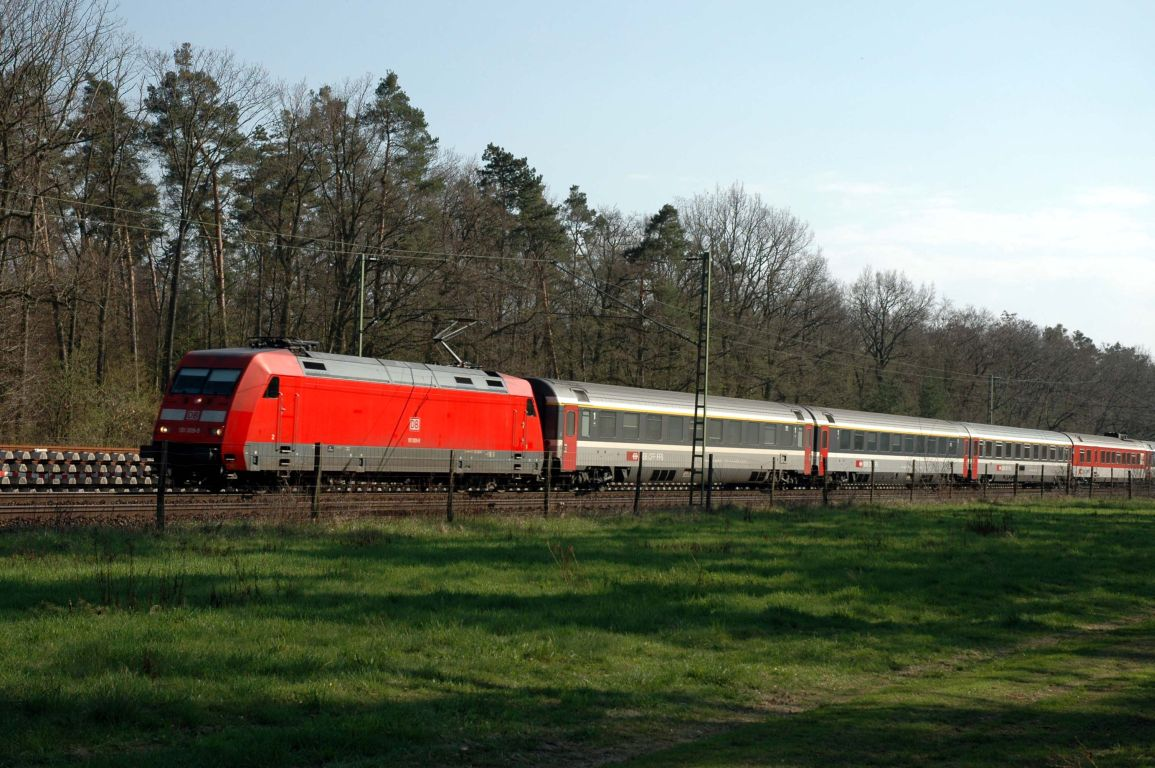
EuroCity vonat svájci EuroCity-kocsikkal (2005 április)

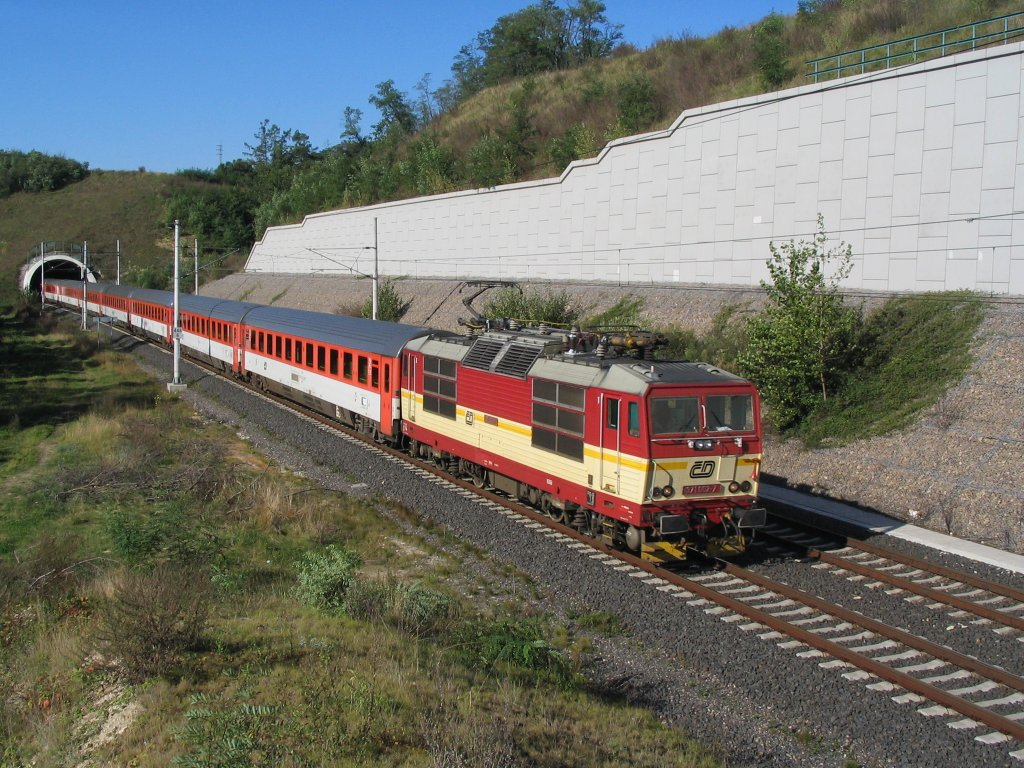
EC 370 Prága és Aarhus között egy 371-es sorozatú mozdonnyal és ČD EC-kocsikkal cseh területen

### 2007. január
- EC 6/7 Hamburg-Chur
- EC 6/7 Dortmund-Chur
- EC 22 Bécs-Dortmund
- EC 23 Hamburg-Bécs
- EC 24/25 Budapest-Győr-Bécs-Frankfurt-Köln-Dortmund
- EC 30/31 "Allegro Johann Strauss" - Bécs-Villach-Velence
- EC 30/33 Koppenhága-Hamburg
- EC 31/34 Koppenhága-Hamburg
- EC 32/35 Koppenhága-Hamburg
- EC 32/33 "Allegro Stadivari" - Velence-Villach-Bécs
- EC 37/38 Hamburg-Koppenhága
- EC 39 Hamburg-Koppenhága
- EC 40/41 Berlin-Varsó
- EC 42/43 Budapest-Bécs
- EC 44/45 Varsó-Berlin
- EC 46/47 Varsó-Berlin
- EC 50/51 "Casanova" - Ljubljana-Velence
- EC 52/53 Frankfurt-Saarbrücken-Párizs (removed on June 10, 2007, replaced by a TGV)
- EC 60/61 München-Stuttgart-Strasbourg
- EC 68/69 "Mozart" - Bécs-München
- EC 70/71 "Antonín Dvořák" – Bécs-Brno-Prága
- EC 72/73 "Johann Gregor Mendel" - Bécs-Prága
- EC 74/75 "Smetana" - Bécs-Prága
- EC 80/81 "Garda" - Verona Porta Nuova-München
- EC 82/83 "Paganini" - Verona Porta Nuova-München
- EC 84/85 "Michelangelo" - Róma-München
- EC 86/87 "Tiepolo" - Velence-München
- EC 90/91 "Vauban" – Brüsszel-Luxemburg-Strasburg-Bázel SBB-Berne-Interlaken Ost
- EC 93-88/89-92 "Leonardo Da Vinci" - Milánó Centrale-München
- EC 96/97 "Iris" – Brüsszel-Luxemburg-Strasburg-Bázel SBB-Zürich-Chur
- EC 100/101 Chur-Hamburg
- EC 100/101 "Jože Plečnik" - Ljubljana-Graz-Linz-Prága
- EC 102 Chur-Kiel
- EC 102/103 "Polonia" - Bécs-Varsó
- EC 104/105 "Sobieski" – Bécs-Ostrava-Katowice-Varsó
- EC 106/107 "Praha" – Varsó-Katowice-Ostrava-Prága
- EC 106/117 "Tiziano" - Milánó Centrale-Chiasso-Bázel
- EC 108/109 "Comenius" – Krakkó-Ostrava-Prága
- EC 108/117 "Verdi" - Milánó Centrale-Chiasso-Bázel
- EC 109/110 "Ticino" - Bázel-Chiasso-Milánó Centrale
- EC 111/114 "San Marco" - Venezia S.Lucia - Chiasso - Bázel
- EC 112/113 - Klagenfurt-München
- EC 114/115 - Klagenfurt-Salzburg-München-Stuttgart-Frankfurt-Dortmund
- EC 115/116 "Mediolanum" - Bázel-Chiasso-Milánó Centrale
- EC 120/121 "Košičan" – Kassa-Prága
- EC 121/126 "Leman" - Geneva Airport-Milánó Centrale
- EC 122/123 "Vallois" - Milánó Centrale-Geneva Airport
- EC 124/125 "Monte Rosa" - Milánó Centrale-Geneva Airport
- EC 126/127 "Fatra" – Zsolna-Prága
- EC 128/129 "Hradčany" - Zsolna-Prága
- EC 130/133 "Verbano" - Milánó Centrale-Brig-Bázel
- EC 131/134 "Val d'Ossola" - Bázel-Brig-Milánó Centrale
- EC 132/135 "BorRómao" - Milánó Centrale-Brig-Bázel
- EC 134/135 "Slovenská strela" - Pozsony-Prága
- EC 139-140/159-160 "Riviera Dei Fiori" - Nice Ville-Milánó Centrale
- EC 140/141 "Detvan" - Zvolen-Ostrava
- EC 141-142/147-148 "Ligure" - Milánó Centrale-Nice Ville
- EC 143-144/145-146 "Sanremo" - Milánó Centrale-Nice Ville
- EC 150/151 "Emona" - Bécs-Graz-Ljubljana
- EC 158/159 "Croatia" - Zágráb-Graz-Bécs
- EC 160/161 "Maria Theresia" - Bécs-Innsbruck-Zürich
- EC 162/163 "Transalpin" – Bécs-Innsbruck-Zürich-Bázel SBB
- EC 164/165 "Kaiserin (Empress) Elizabeth" - Salzburg-Innsbruck-Zürich
- EC 170/171 "Hungaria" – Budapest-Pozsony-Brno-Prága-Drezda-Berlin
- EC 170/177 "Monte Ceneri" - Milánó Centrale-Zürich
- EC 171/178 "Teodolinda" - Zürich-Milánó C.
- EC 172/173 "Vindobona" – Bécs-Brno-Prága-Dresden-Berlin-Hamburg
- EC 172/179 "Insubria" - Milánó C. - Zürich
- EC 173/174 "Canaletto" - Schaffhausen-Velence
- EC 174/175 "Jan Jesenius" – Budapest-Pozsony-Brno-Prága-Dresden-Berlin-Hamburg
- EC 175 "Cinque Terre" - Schaffhausen-Livorno Centrale
- EC 176 "Cinque Terre" - Livorno Centrale-Zürich
- EC 176 - Prága-Dresden-Berlin-Hamburg
- EC 177 - Berlin-Wien
- EC 178/179 - Prága-Berlin
- EC 188/189 "Grödnertal (Val Gardena)" - Verona-Bolzano-Innsbruck-München
- EC 190/191 München-Zürich
- EC 192/193 München-Zürich
- EC 194/195 München-Zürich
- EC 196/197 München-Zürich
- EC 212/213 "Mimara" - Zágráb-Villach
- EC 230/231 Koppenhága-Hamburg
- EC 232/233 Koppenhága-Hamburg
- EC 240/241 "Wawel" – Krakkó-Katowice-Wrocław-Berlin-Hamburg
- EC 278/279 "Jaroslav Hašek" – Budapest-Pozsony-Brno-Prága
- EC 295/296 "Jean Monnet" – Brüsszel-Luxemburg-Strasburg-Bázel SBB
- EC 314/315 "Agram" - Zágráb-Ljubljana-Villach-Salzburg
- EC 370 – Bécs-Brno-Prága-Drezda-Berlin-Hamburg-Aarhus
- EC 371 - Arhus-Hamburg-Berlin-Drezda-Prága
- EC 386/387 Hamburg-Arhus
- EC 9240/9249 "Caravaggio" - Milánó Centrale-Párizs
- EC 9241/9248 "Manzoni" - Párizs-Milánó Centrale
- EC 9242/9247 "Dumas" - Milánó Centrale-Párizs

## EuroCity vonatok
| Száma                        | Elnevezés                | Viszonylat | Vaspályatársaság | Első          | Utolsó        | EC index |
| ---------------------------- | ------------------------ | --- | ---------------- | ------------- | ------------- | -------- |
| EC 230,231/233               | Absalon                  | Koppenhága – Puttgarden – Hamburg | DSB              | 2001. 06. 01. | 2002. 12. 14. | 2001.01  |
| EC 67,66                     | Admiraal de Ruijter      | Amsterdam – Hoek van Holland – Harwich – London | NS/BR            | 1987. 05. 31. |               | 1987.32  |
| EC                           | Adria                    | Budapest-Székesfehérvár-Zagreb Glavni Kol.-Split |                  |               |               |          |
| EC 1160,1167                 | Advent                   | Budapest-Győr-Bécs |                  |               |               |          |
| EC 314, 315                  | Agram                    | Zagreb – Ljubljana – Jesenice – Villach Hbf – Tauerntunnel – Salzburg Hbf | SŽ               | 2002. 12. 15. |               | 2002.03  |
| EC 204,201                   | Agram                    | Budapest-Székesfehérvár-Zagreb Glavni Kol. |                  |               |               |          |
| EC 166,167                   | Albert Einstein          | Prága – Furth im Wald – Lindau – Bern – Interlaken | ČD               | 1993. 05. 23. | 2002. 12. 14. | 1993.03  |
| EC 46, 47                    | Alexander von Humboldt   | Berlin – Hannover – Köln – Brüsszel | DB               | 1993. 05. 23. | 1998. 05. 23. | 1993.11  |
| EC 390,391                   | Alfred Nobel             | Hamburg-Altona – Puttgarden – Stockholm/Oslo | DB               | 1987. 05. 31. | 1992. 05. 30. | 1987.58  |
| EC 174,175                   | Alois Negrelli           | Prága – Schöna – Hamburg-Altona | ČD               | 2000. 05. 28. | -             | 2000.01  |
| EC 18,19                     | Andreas Hofer            | Innsbruck – Kufstein – Dortmund | DB               | 1991. 06. 02. | 2002. 12. 14. | 1991.03  |
| EC 92,93                     | Angelika Kauffmann       | München – Lindau – Zürich | DB               | 1993. 05. 23. | 2002. 12. 14. | 1993.10  |
| EC 128,129                   | Anton Bruckner           | Linz – Passau – Hamburg-Altona | DB               | 1991. 06. 02. | 1993. 05. 22. | 1991.02  |
| EC 70, 71                    | Antonín Dvořák           | Bécs Südbahnhof – Hohenau – Breclav – Brno hl.n. – Ceska Trebova – Pardubice hl.n. – Kolin – Prága-Holesovice |                  |               |               |          |
| EC 114, 115                  | Arbalète                 | Zürich – Basel – Párizs-Est | SNCF             | 1987. 05. 31. | 1997. 05. 28. | 1987.44  |
| EC                           | Avala                    | Belgrado – Kelebia – Budapest – Párkány – Pozsony – Brno – Prága |                  |               |               |          |
|                              | Balkan Express           | Beograd - Niš - Sofia - Istanbul |                  |               |               |          |
| EC 84,85                     | Barbarossa               | Milano – Chiasso – Schaffhausen – Stuttgart |                  | 1987. 05. 31. | 1988. 05. 29. | 1987.26  |
| EC 475, 477                  | Barcelona Talgo          | Barcelona - Toulouse - Les Aubrais - Párizs-Austerlitz | RENFE            | 1987. 05. 31. | 1993. 05. 22. | 1987.60  |
| EC 62,63                     | Bartók Béla              | München – Salzburg – Budapest Keleti | MÁV              | 1991. 06. 02. | -             | 1991.01  |
| EC 98,99                     | Bavaria                  | Zürich HB – St. Margrethen – Bregenz – Lindau Hbf – München Hbf | DB               | 1987. 05. 31. | 2002. 12. 14. | 1987.31  |
| EC 63,62                     | Benjamin Britten         | Londen – Harwich – Hoek van Holland – Amsterdam | NS/BR            | 1987. 05. 31. |               | 1987.64  |
| EC 340,341                   | Beograd                  | Bécs - Budapest - Novi Sad - Beograd |                  |               |               |          |
| EC 40, 41 EC 44, 45 EC 46,47 | Berlin-Warszawa-Express  | Varsó Wschodnia – Varsó Centralna – Kutno – Konin – Poznan Gl. – Swiebodzin – Rzepin – Frankfurt (Oder) – Berlin Ostbahnhof – Berlin Hbf | DB               | 2002. 05. 31. |               | 2002.01  |
| EC 48, 49                    | Berlin-Warszawa-Express  | Poznan Gl. – Swiebodzin – Rzepin – Frankfurt (Oder) – Berlin Ostbahnhof – Berlin Hbf |                  | 2002. 05. 31. |               | 2002.01  |
| EC 104,105                   | Berner Oberland          | Amsterdam – Basel – Interlaken | SBB              | 1991. 06. 02. |               | 1991.18  |
| EC 42,43                     | Berolina                 | Varsó – Frankfurt Oder – Berlin | DR               | 1992. 05. 31. | 2002. 05. 30. | 1992.07  |
| EC 188,189                   | Bertel Thorvaldsen       | Hamburg – Puttgarden – Koppenhága | DB               | 1992. 05. 31. | 2002. 12. 14. | 1992.01  |
| EC 20,21                     | Blauer Enzian            | Klagenfurt – Salzburg – Dortmund | DB               | 1987. 05. 31. | 2002. 12. 14. | 1987.06  |
| EC 141,152                   | Bonifacius               | Amsterdam - Emmerich - Köln | DB               | 1991. 06. 02. | 2000. 10. 31. | 1991.14  |
| EC 123, 124                  | Borromeo                 | Genève – Brig – Domodossola – Milano Centrale | CIS              | 2004. 12. 12. |               |          |
| EC 107, 198                  | Brianza                  | Bellinzona – Chiasso – Como S. Giovanni – Milano Centrale | CIS              |               |               |          |
| EC 83, 86                    | Brabant                  | Párizs Gare du Nord – Brüsszel-Zuid | SNCF             | 1987. 05. 31. | 1993. 05. 23. | 1987.56  |
|                              | Bulgaria                 | Moskva - Kiev - Bucuresti - Sofia/Varna/Burgas |                  |               |               |          |
| EC 50, 51                    | Casanova                 | Ljubljana – Postojna – Sezana – Villa Opicina – Monfalcone – Portogruaro-Caorle – Velence Mestre – Velence Santa Lucia | SŽ               | 2003. 12. 15. | 2008. 03. 31. | 2003.01  |
| EC 382,383                   | Canaletto                | Schaffhausen – Zürich HB – Gotthard – Milaan - Velence | CIS              | 2004. 06. 13. |               |          |
| EC 178,179                   | Carl Maria von Weber     | Prága - Schöna - Hamburg | ČD               | 1994. 05. 29. |               | 1994.01  |
|                              | Carlo Goldoni            | Velence - Ljubljana - Zagreb - Budapest | FS               | 2001. 06. 10. | 2006. 12. 09. | 2001.04  |
| EC 4,5                       | Carlo Magno              | Sestri Levante - Basel - Dortmund | DB               | 1987. 05. 31. | 1992. 05. 30. | 1987.02  |
| EC 9240,9249                 | Caravaggio               | Milano Centrale - Párizs | SNCF             | 2003. 12. 15. |               | 2003.02  |
| EC 70,71                     | Catalan-Talgo            | Barcelona – Gerona – Port Bou – Cerbère – Perpignan – Narbonne – Béziers – Sète – Montpellier – Nîmes – Avignon – Valence – Romans Bourg de Péage – Grenoble – Challes les Eaux – Chambéry – Aix les Bains le Revard – Culoz – Bellegarde – Genève-Cornavin | RENFE            | 1987. 05. 31. |               | 1987.47  |
| EC 22,29                     | Champs Elysees           | (TGV) Lausanne - Párizs | SNCF             | 1987. 05. 31. |               | 1987.42  |
| EC 80,181                    | Christian Morgenstern    | Hamburg – Puttgarden – Koppenhága | DB               | 1992. 05. 31. | 2002. 12. 14. | 1992.02  |
| EC 355, 354                  | Cinque Terre             | Schaffhausen – Zürich HB – Gotthard – Milaan - Genua - Livorno | CIS              | 2004. 06. 13. | 2008. 12. 14. |          |
| EC 26,23                     | Cisalpin                 | (TGV) Lausanne - Párizs / Genève – Milano Centrale | SNCF/SBB         | 1987. 05. 31. | 1993. 05. 22. | 1987.39  |
| EC 246,247                   | Citadella                | Budapest–Székesfehérvár–Veszprém–Zalaegerszeg–Murska Sobota– Ljubljana |                  |               | 2015. 12. 12. |          |
| EC 70,71                     | Colosseum                | Roma Termini – Basel – Frankfurt am Main | DB               | 1989. 05. 28. | 1991. 06. 01. | 1989.05  |
| EC 170,171                   | Comenius                 | Prága – Schöna – Berlin | ČD               | 1993. 05. 23. | 2000. 05. 27. | 1993.04  |
| IC 406,407                   | Corona                   | Budapest-Oradea–Cluj-Napoca–Brașov | CFR              |               |               |          |
| EC 158,159                   | Croatia                  | Zagreb - Graz - Bécs |                  |               |               |          |
| EC 346,347                   | Dacia                    | Bécs - Győr - Budapest - Szolnok - Békéscsaba – Arad – Sighişoara – Brașov – Bucuresti | CFR              |               |               |          |
| EC 220,221                   | Detvan                   | Ostrava - Zvolen | ČD               | 2006. 12. 10. |               | 2006.03  |
| EC 9242,9247                 | Alexandre Dumas          | Párizs - Torino - Milano | SNCF             | 1996. 09. 29. | 2009. 12. 13. | 1996.04  |
| EC 52,53                     | Drava                    | Venetië - Ljubljana - Zagreb - Boedapest |                  |               |               |          |
| OEC 150, 151                 | Emona                    | Ljubljana – Maribor – Spielfeld-Straß – Graz Hbf – Bruck a. d. Mur – Kapfenberg – Mürzzuschlag – Wiener Neustadt Hbf – Bécs Meidling – Bécs Südbahnhof | ÖBB              |               |               |          |
| EC 24,25                     | Erasmus                  | Amsterdam – Emmerich – Kufstein – Innsbruck | DB               | 1987. 05. 31. | 2000. 05. 27. | 1987.07  |
| EC 105,104                   | Étoile d'Europe          | Luxembourg – Brüsszel | CFL              | 1999. 05. 30. | 2003. 12. 13. |          |
| EC 87, 82                    | Étoile du Nord           | Párizs Gare du Nord – Brüsszel-Zuid – Brüsszel-Noord – Antwerpen-Berchem – Roosendaal – Rotterdam CS – Den Haag HS – Amsterdam CS | SNCF             | 1987. 05. 31. | 1995. 01. 22. | 1987.53  |
| EC 126,127                   | Fatra                    | Zsolna - Prága |                  |               |               |          |
| EC 36, 37                    | Felix Timmermans         | Köln Hbf – Aachen – Liège-G. – Brüsszel-Noord – Brüsszel-Zuid | DB               | 1993. 05. 23. | 1998. 05. 23. | 1993.13  |
| EC 26,27                     | Frans Hals               | Amsterdam – Emmerich – München | DB               | 1987. 05. 31. | 2000. 10. 31. | 1987.08  |
| EC 20,21                     | Franz Liszt              | Budapest – Passau – Dortmund | DB               | 1989. 05. 28. | 2003. 12. 13. | 1989.06  |
| EC 64, 65                    | Franz Schubert           | Zürich - Innsbruck - Bécs | ÖBB              | 1987. 05. 31. |               | 1987.36  |
| EC 144/145, 146,147          | Frejus                   | Lyon – Modane – Torino | FS               | 1996. 09. 29. | 2003. 12. 14. | 1996.01  |
| EC 223,222                   | Galilei                  | Párizs - Lausanne - Brig - Milano - Velence / Firenze | SNCF             | 1987. 05. 31. | 1993. 05. 22. | 1987.63  |
| EC 80,81                     | Garda                    | Verona Porta Nuova – Rovereto – Trento – Bolzano/Bozen – Bressanone/Brixen – Fortezza/Franzensfeste – Brennero/Brenner – Innsbruck Hbf – Jenbach – Wörgl Hbf – Kufstein – Rosenheim – München Ost – München Hbf | FS               | 1991. 06. 02. | -             | 1991.07  |
| EC 200,205                   | Gradec                   | Budapest-Székesfehérvár-Zagreb Glavni Kol. |                  |               |               |          |
| EC 56,57                     | Goethe                   | Párizs Est - Saarbrücken - Frankfurt am Main | DB               | 1987. 05. 31. | 2003. 12. 13. | 1987.18  |
| EC 57,58                     | Gottardo                 | Winterthur – Milano Centrale | SBB              | 1988. 09. 25. | 1994. 08. 07. | 1988.04  |
| EC 96,97                     | Gottfried Keller         | München – Lindau – Zürich | SBB              | 1987. 05. 31. | 2002. 12. 14. | 1987.30  |
| EC 188, 189                  | Grödnertal / Val Gardena | Verona Porta Nuova – Rovereto – Trento – Bolzano/Bozen – Bressanone/Brixen – Fortezza/Franzensfeste – Brennero/Brenner – Matrei am Brenner – Innsbruck Hbf – Jenbach – Wörgl Hbf – Kufstein – Rosenheim – München Ost – München Hbf | FS               | 2000. 05. 28. | 2002. 12. 14. | 2000.03  |
| EC 78, 79                    | Gustav Klimt             | Graz - Bécs - Brno - Prága |                  |               |               |          |
| EC 70, 71                    | Gustav Mahler            | Bécs - Brno - Prága |                  |               |               |          |
| EC 42,43                     | Gustave Eiffel           | Köln - Brüsszel - Párizs Nord | SNCF             | 1987. 05. 31. | 2003. 12. 13. | 1987.14  |
| EC 194,195                   | Hamlet                   | Hamburg – Puttgarden – Koppenhága | DB               | 1991. 06. 02. | 2002. 12. 14. | 1991.11  |
| EC 34,35                     | Hansa                    | Hamburg – Puttgarden – Koppenhága | DB               | 1987. 05. 31. | 1991. 06. 01. | 1987.12  |
| EC 74,75                     | Havelland                | Zürich – Basel – Berlin | DB               | 1992. 05. 31. | 1993. 05. 22. | 1992.06  |
| EC 58,59                     | Heinrich Heine           | Párizs Est – Saarbrücken – Frankfurt am Main | SNCF             | 1989. 05. 28. | 2003. 12. 13. | 1989.01  |
| EC 78,79                     | Helvetia                 | Hamburg – Basel – Zürich | DB               | 1987. 05. 31. | 1993. 05. 22. | 1987.23  |
| EC 974,977                   | Henri Dunant             | (TGV) Genève - Párizs | SNCF             | 1987. 05. 31. |               | 1987.49  |
| EC 82,83                     | Hermann Hesse            | Chiasso – Schaffhausen – Stuttgart | SBB              | 1987. 05. 31. | 1989. 05. 27. | 1987.25  |
| EC 186,187                   | Hernád                   | Budapest-Miskolc-Košice |                  |               |               |          |
| EC 140,153                   | Hieronymus Bosch         | Köln – Emmerich – Amsterdam | DB               | 1991. 06. 02. | 2000. 10. 31. | 1991.13  |
| EC 140                       | Hortobágy                | Záhony-Szolnok-Budapest-Győr-Bécs |                  |               |               |          |
| EC 128,129                   | Hradcany                 | Zsolna - Prága |                  |               |               |          |
| EC 110,111                   | Hugo von Hoffmannsthal   | Klagenfurt – Salzburg – Stuttgart | DB               | 1991. 06. 02. | 2002. 12. 14. | 1991.08  |
| EC 146,147                   | Hukvaldy                 | |                  |               |               |          |
| EC 174,175                   | Hungária                 | Budapest – Schöna – Hamburg | ČD               | 1993. 05. 23. |               | 1993.05  |
| EC 80, 85                    | Ile de France            | Párizs Gare du Nord – St. Quentin – Brüsszel-Zuid – Brüsszel- Noord – Antwerpen-Berchem – Roosendaal – Rotterdam – Den Haag HS – Amsterdam CS | SNCF/NMBS        | 1987. 05. 31. | 1993. 05. 23. | 1987.54  |
| EC 179                       | Insubria                 | Zürich HB – Arth-Goldau – Göschenen – Bellinzona – Lugano – Chiasso – Como S. Giovanni – Milano Centrale | CIS              |               |               |          |
| EC 96, 97                    | Iris                     | Chur – Landquart – Basel SBB – Basel SNCF – Strasbourg – Metz Ville – Thionville – Luxembourg – Brüsszel | SBB              | 1987. 05. 31. |               | 1987.45  |
| EC 472,473                   | Ister                    | Budapest-Szolnok-Békéscsaba-Arad-Brașov-Bucuresti | CFR              |               |               |          |
| EC 342,343                   | Ivo Andrić               | Budapest-Kelebia-Subotica-Novi Sad |                  |               |               |          |
| EC 142,151                   | Jan Pietersz Sweelinck   | Amsterdam – Emmerich – Köln | DB               | 1991. 06. 02. | 2000. 10. 31. | 1991.15  |
| EC 38, 39                    | Jacques Brel             | Dortmund Hbf – Bochum Hbf – Essen Hbf – Duisburg Hbf – Düsseldorf Hbf – Köln Hbf – Aachen – Verviers – Liège-G. – Brüsszel-Zuid – Quévy – Aulnoye – St. Quentin – Párizs-Nord | DB               | 1993. 05. 23. | 1996. 05. xx  | 1993.12  |
| EC 168,169                   | Jan Hus                  | Prága - Schöna - Dresden | DB               | 2000. 05. 28. | 2001. 05. 31. | 2000.02  |
| EC 148,149                   | Jan Perner               | Prága-Bohumin-Zsolna |                  |               |               |          |
| EC 272,273                   | Jaroslav Hašek           | Budapest – Párkány – Pozsony –Brno – Prága |                  |               |               |          |
| EC 295, 296                  | Jean Monnet              | Brüsszel – Arlon – Luxembourg – Thionville – Metz Ville – Saverne – Strasbourg – Selestat – Colmar – Mulhouse Ville – St-Louis (Haut Rhin) – Basel SNCF | SNCF             | 1999. 05. 30. |               |          |
| EC 174,175                   | Jeszenszky János         | Budapest - Párkány - Pozsony -Prága - Dresden - Berlin - Hamburg | MÁV              |               |               |          |
| EC 972,979                   | J.J. Rousseau            | (TGV) Genève - Párizs | SNCF             | 1987. 05. 31. |               | 1987.48  |
| EC 72, 73                    | Johann Gregor Mendel     | Bécs – Hohenau – Breclav – Brno hl.n. – Pardubice hl.n. – Prága-Holesovice | ČD               | 2006. 12. 10. |               | 2006.02  |
| EC 28,29                     | Johann Strauss           | Bécs – Passau – Köln | ÖBB              | 1987. 05. 31. | 2003. 12. 13. | 1987.09  |
| EC 120,121                   | Johannes Kepler          | Linz – Passau – Frankfurt am Main | ÖBB              | 1991. 06. 02. | 1994. 05. 28. | 1991.09  |
| EC 177,178                   | Johannes Brahms          | Berlin - Prága - Bécs |                  |               |               |          |
| EC 144,149                   | Johannes Vermeer         | Amsterdam – Emmerich – Köln | DB               | 1991. 06. 02. | 2000. 10. 31. | 1991.16  |
| EC 26,27                     | Joseph Haydn             | Bécs - Passau - Hamburg | DB               | 1991. 06. 02. | 2003. 12. 13. | 1991.19  |
| EC 100, 101                  | Jože Plečnik             | Ljubljana – Zidani Most – Celje – Pragersko – Maribor – Spielfeld-Straß – Leibnitz – Graz Hbf – Leoben Hbf – Selzthal – Kirchdorf a.d. Krems – Linz Hbf – Pregarten – Freistadt – Summerau – Horni Dvoriste – Rybnik (CZ) – Ceske Budejovice – Veseli nad Luznici – Tabor – Benesov u Prahy – Prága-Vrsovice – Prága hl.n.                                                                                |                  | 2005. 12. 11. | 2009. 12. 13. | 2005.01  |
| EC 62, 63                    | Kálmán Imre              | Budapest-Keleti pu – Budapest-Kelenföld – Györ – Hegyeshalom – Bécs Westbahnhof – St.Pölten Hbf – Linz Hbf – Salzburg Hbf – München Hbf |                  |               |               |          |
| EC 192,193                   | Karen Blixen             | Hamburg – Puttgarden – Koppenhága | DB               | 1991. 06. 02. | 2002. 12. 14. | 1991.10  |
| EC 50,51                     | Karlštejn/Karlstein      | Prága – Cheb – Dortmund | ČD               | 1994. 05. 29. | -             | 1994.02  |
| EC 80,81                     | Karwendel                | Innsbruck – Mittenwald – Hamburg |                  | 1987. 05. 31. | 1988. 05. 28. | 1987.24  |
| EC 164, 165                  | Kaiserin Elisabeth       | Zürich - Innsbruck - Salzburg | ÖBB              | 1999. 05. 30. | 2009. 12. 12. |          |
| EC 154,155                   | Killesberg               | Stuttgart – Zürich HB | SBB              | 1993. 05. 23. | 1994. 08. 07. | 1993.01  |
| EC 470,471                   | Komet                    | Basel - Hamburg | DB               | 1987. 05. 31. | 1991. 06. 01. | 1987.57  |
|                              | Körös                    | Budapest-Szolnok-Békéscsaba-Arad-Timişoara | CFR              |               |               |          |
| EC 120,121                   | Košican                  | Košice - Zsolna - Púchov - Olomouc - Prága |                  |               |               |          |
| EC 143, 230                  | Kysuca                   | Prága - Ostrava - Zsolna |                  |               |               |          |
| EC 144,145                   | Landek                   | |                  |               |               |          |
| EC 105                       | Lario                    | Biasca - Chiasso - Milano |                  |               |               |          |
| EC 33,34                     | Latorca                  | Budapest-Szolnok-Záhony-Kijev |                  |               |               |          |
| EC 145,148                   | Lehár                    | Budapest-Győr-Bécs | MÁV              | 1988. 05. 29. |               | 1988.01  |
| EC 980,971                   | Le Genevois              | (TGV) Genève - Párizs | SNCF             | 1987. 05. 31. |               | 1987.52  |
| EC 103,102                   | Le Grand Ducal           | Luxembourg – Brüsszel | CFL              |               | 2003. 12. 13. |          |
| EC 113,116                   | Le Corbusier             | Basel - Párizs |                  | 1987. 05. 31. |               | 1987.43  |
|                              | Le Mosellan              | Párizs - Luxembourg |                  |               |               |          |
| EC 28,29                     | Lemano                   | (TGV) Lausanne - Párizs / Lausanne – Milano Centrale | SNCF/SBB         | 1987. 05. 31. |               | 1987.40  |
| EC 10,11                     | Leonardo da Vinci        | Milano - Brenner - Kufstein - Dortmund | DB               | 1987. 05. 31. |               | 1987.05  |
| EC 240,241                   | Leoš Janácek             | |                  |               |               |          |
| EC 141/142, 147/148          | Ligure                   | Nice Ville – Monaco-Monte-Carlo – Menton – Ventimiglia – Bordighera – San Remo – Imperia P.M. – Diano Marina – Alassio – Albenga – Finale Ligure Marina – Savona – Genova Piazza Principe – Voghera – Pavia – Milano Centrale | FS               | 2004. 09. 12. | 2009. 12. 13. | 2004.01  |
| EC 6,7                       | Lötschberg               | Brig - Basel - Hannover | DB               | 1987. 05. 31. |               | 1987.03  |
| EC 24,21                     | Lutetia                  | (TGV) Lausanne - Párizs / Milano - Genève | SNCF/SBB         | 1987. 05. 31. |               | 1987.41  |
| EC 407, 409                  | Madrid Talgo             | Madrid - Bordeaux - Les Aubrais - Párizs-Austerlitz | RENFE            | 1987. 05. 31. | 1993. 05. 22. | 1987.59  |
| EC 50,51                     | Manzoni                  | Milano Centrale - Winterthur | SBB              | 1989. 05. 28. | 1993. 05. 22. | 1989.04  |
| EC 60, 61                    | Maria Theresia           | Zürich - Innsbruck - Bécs | ÖBB              | 1987. 05. 31. | 2009. 12. 12. | 1987.34  |
| EC 68,69                     | Marie Curie              | Stuttgart - Strassbourg - Párizs | DB               | 1992. 05. 31. | 1996. 05. xx  | 1992.05  |
| EC 72,73                     | Matterhorn               | Brig - Basel - Frankfurt | DB               | 1990. 05. 28. |               | 1990.01  |
| EC 66,67                     | Maurice Ravel            | München - Strassbourg - Párizs Est | SNCF             | 1989. 05. 28. | 2003. 12. 13. | 1989.02  |
| EC 16,17                     | Max Reinhardt            | Bécs – Salzburg – Münster (Westfalen) | DB               | 1993. 05. 23. | 2002. 12. 14. | 1993.08  |
| EC 115, 116                  | Mediolanum               | Basel SBB – Olten – Zofingen – Sursee – Luzern – Arth-Goldau – Gotthard – Bellinzona – Lugano – Chiasso – Como S. Giovanni – Milano Centrale | CIS              |               |               |          |
| EC 48,49                     | Memling                  | Köln - Aachen - Oostende | NMBS             | 1987. 05. 31. | 1998. 05. 23. | 1987.16  |
| EC 30,31                     | Merkur                   | Koppenhága - Puttgarden - Frankfurt am Main | DB               | 1987. 05. 31. | 1991. 06. 01. | 1987.10  |
| EC 80,81                     | Michelangelo             | Roma Termini - Brenner - Kufstein - München | FS               | 1988. 05. 29. |               | 1988.02  |
| EC 10,11                     | Mimara                   | Zagreb - Salzburg - München | JŽ               | 1991. 06. 02. | -             | 1991.04  |
| EC 40,41                     | Molière                  | Dortmund - Aachen - Párizs Nord | DB               | 1987. 05. 31. | 1997. 12. 13. | 1987.13  |
| EC 140/141, 142/143          | Monginevro               | Lyon - Modane - Turijn | FS               | 1996. 09. 29. | 2003. 12. 14. | 1996.03  |
| EC 76,77                     | Mont Blanc               | Genève - Basel - Hamburg Altona | DB               | 1987. 05. 31. | 2001. 05. 31. | 1987.22  |
| EC 177                       | Monte Ceneri             | Zürich HB – Arth-Goldau – Göschenen – Bellinzona – Lugano – Chiasso – Como S. Giovanni – Milano Centrale | CIS              |               |               |          |
| EC 136/137, 138/139          | Mont Cenis               | Lyon - Modane - Turino- Milano | FS               | 1996. 09. 29. | 2003. 12. 14. | 1996.02  |
| EC 124, 129                  | Monte Rosa               | Genève-Aéroport – Genève – Lausanne – Montreux – Sion – Sierre/Siders – Brig – Domodossola – Verbania-Pallanza – Stresa – Arona – Gallarate – Milano Centrale | CIS              | 2004. 12. 12. |               |          |
| EC 121, 128                  | Monteverdi               | Genève-Aéroport – Genève – Lausanne – Montreux – Sion – Visp – Brig – Domodossola – Verbania-Pallanza – Stresa – Arona – Gallarate – Milano Centrale – Brescia – Verona Porta Nuova – Vicenza – Padova – Velence Mestre – Velence S. Lucia | SBB              | 1987. 05. 31. |               | 1987.38  |
| EC 130,131                   | Moravia                  | Budapest - Stúrvo - Pozsony - Bohumín - Varsó |                  |               |               |          |
| EC 68,69                     | Mozart                   | Bécs Westbahnhof – Linz Hbf – Salzburg Hbf – München Hbf - Strassbourg - Párizs Est | ÖBB              | 1989. 05. 28. | 2003. 12. 13. | 1989.08  |
|                              | Nikola Tesla             | Beograd - Zagreb - Velence |                  |               |               |          |
| EC 142,143                   | Odra                     | Prága - Ostrava - Zsolna |                  |               |               |          |
|                              | Olympus                  | Beograd - Niš - Skopje - Thessaloniki |                  |               |               |          |
| EC 147                       | Olše                     | Prága - Zsolna |                  |               |               |          |
| EC 72,73                     | Otto Lilienthal          | Zürich - Basel - Berlin | DB               | 1991. 06. 02. | 1993. 05. 22. | 1991.20  |
| EC 44,45                     | Paderewski               | Varsó - Frankfurt/oder - Berlin Zoo | PKP              | 2001. 06. 01. | 2002. 05. 30. | 2001.03  |
| EC 12,13                     | Paganini                 | Bologna - Brenner - Kufstein - Dortmund | DB               | 1991. 06. 02. |               | 1991.06  |
| EC 213,212                   | Palatino                 | Paris - Chambéry - Genova - Roma | SNCF             | 1987. 05. 31. | 1993. 05. 22. | 1987.61  |
| EC 44,45                     | Parsifal                 | Párizs Nord – Aachen – Köln | DB               | 1987. 05. 31. | 1997. 12. 14. | 1987.15  |
| EC 14,15                     | Patscherkofel            | Innsbruck – Kufstein – Saarbrücken | DB               | 1993. 05. 23. | 1995. 05. 27. | 1993.07  |
| EC 146,147                   | Piet Mondriaan           | Amsterdam – Emmerich – Köln | DB               | 1991. 06. 02. | 2000. 10. 31. | 1991.17  |
| EC 102,103                   | Polonia                  | Bécs – Varsó |                  | 1997. 06. 01. |               | 1997.01  |
| EC 176,177                   | Porta Bohemica           | Prága - Schöna - Hamburg | ČD               | 1993. 05. 23. |               | 1993.06  |
| EC 48,49                     | Posnania                 | Poznan - Frankfurt/oder - Berlin Zoo | PKP              | 2001. 06. 01. | 2002. 06. 02. | 2001.02  |
| EC 106,107                   | Praha                    | Varsó - Prága | PKP              | 1993. 05. 23. |               | 1993.15  |
|                              | Prietenia                | Bucuresti – Iaşi – Chişinău |                  |               |               |          |
| EC 90,91                     | Prinz Eugen              | Bécs - Passau - Hamburg | DB               | 1987. 05. 31. | 1998. 05. 23. | 1987.28  |
| EC                           | Rafaello                 | Roma – Firenze – Bologna – Milano – Zürich | FS               |               |               |          |
| IC 317,318                   | Rába                     | Budapest-Győr-Szentgotthárd-Graz |                  |               |               |          |
| IC 181,182                   | Rákóczi                  | Budapest-Miskolc-Košice |                  |               |               |          |
| EC 70,71                     | Rätia                    | Chur - Basel - Hamburg | DB               | 1987. 05. 31. |               | 1987.20  |
| EC 2,3                       | Rembrandt                | Chur - Basel - Emmerich - Amsterdam | DB               | 1987. 05. 31. | 2003. 12. 13. | 1987.01  |
| EC 8,9                       | Rheinpfeil               | Chur – Basel – Hannover | DB               | 1987. 05. 31. | 1991. 06. 01. | 1987.04  |
| EC 139/140, 159/160          | Riviera Dei Fiori        | Nice Ville – Monaco-Monte-Carlo – Menton – Ventimiglia – Bordighera – San Remo – Imperia P.M. – Diano Marina – Alassio – Albenga – Finale Ligure Marina – Savona – Genova Piazza Principe – Voghera – Pavia – Milano Centrale | FS               |               | 2009. 12. 13. |          |
| EC 203/209                   | Robert Schuman           | Paris - Luxembourg | CFL              | 1987. 05. 31. |               | 1987.46  |
| EC 16,17                     | Robert Stolz             | Graz - Salzburg - München | ÖBB              | 1989. 05. 28. | 1991. 06. 01. | 1989.07  |
| EC 37,30                     | Romulus                  | Rome - Firenze - Velence - Klagenfurt - Bécs | FS               | 1987. 05. 31. | 2001. 06. 09. | 1987.33  |
| EC 186,187                   | Rosenborg                | Koppenhága - Puttgarden - Hamburg | DB               | 1992. 05. 31. | 1995. 05. 28. | 1992.04  |
| EC 60,61                     | Rosenkavalier            | Bécs - Salzburg - München | ÖBB              | 1991. 06. 02. | 1995. 05. 28. | 1991.05  |
| EC 53,56                     | Rossini                  | Schaffhausen - Zürich - Milano |                  | 1987. 05. 31. |               | 1987.37  |
| EC 81,84                     | Rubens                   | Párizs Gare du Nord – Brüsszel-Zuid | NMBS/SNCF        | 1987. 05. 31. | 1993. 05. 23. | 1987.55  |
| EC 111,114                   | San Marco                | Basel SBB – Olten – Zofingen – Sursee – Luzern (K) – Arth-Goldau – Bellinzona – Lugano – Chiasso – Como S. Giovanni – Milano Centrale – Brescia – Desenzano del Garda – Peschiera del Garda – Verona Porta Nuova – S. Bonifacio – Vicenza – Padova – Velence Mestre – Velence S. Lucia | CIS              | 2005. 12. 11. |               | 2005.02  |
| EC 143/144, 145/146          | Sanremo                  | Nice Ville – Monaco-Monte-Carlo – Menton – Ventimiglia – Bordighera – San Remo – Imperia P.M. – Diano Marina – Alassio – Albenga – Finale Ligure Marina – Savona – Genova Piazza Principe – Voghera – Pavia – Milano Centrale | FS               |               | 2009. 12. 13. |          |
| EC 111-211, 210-110          | Sava                     | München - Villach - Ljubljana - Zagreb - Beograd |                  |               |               |          |
| EC 86,87                     | Schwabenland             | Zürich - Schaffhausen - Stuttgart | SBB              | 1987. 05. 31. | 1989. 05. 28. | 1987.27  |
| EC 92,93                     | Schweizerland            | Zürich - Lindau - München | SBB              | 1987. 05. 31. | 1993. 05. 22. | 1987.29  |
| EC 141,146                   | Semmelweis               | Budapest-Győr-Bécs |                  |               |               |          |
| EC 32,33                     | Skandinavien             | Koppenhága - Puttgarden - Hamburg | DB               | 1987. 05. 31. | 1991. 06. 01. | 1987.11  |
| EC 274,275                   | Slovan                   | Pozsony - Prága |                  |               |               |          |
| EC 277,278                   | Slovenská Strela         | Pozsony-Břeclav |                  |               |               |          |
| EC 278,279                   | Smetana                  | Wien Südbahnhof – Hohenau – Breclav – Brno hl.n. – Pardubice hl.n. – Prága-Holesovice - Schöna - Dresden | ČD               | 2002. 12. 15. | 2003. 12. 13. | 2002.02  |
| EC 104,105                   | Sobieski                 | Bécs - Varsó | PKP              | 1993. 05. 23. |               | 1993.16  |
| EC 184,185                   | Sören Kierkegaard        | Hamburg - Puttgarden - Koppenhága | DB               | 1992. 05. 31. | 1994. 05. 28. | 1992.03  |
| EC 66,67                     | Stachus                  | Bécs - Salzburg - München | ÖBB              | 1987. 05. 31. | 1993. 05. 22. | 1987.19  |
| EC 217,216                   | Stendhal                 | Paris - Torino - Milano | SNCF             | 1987. 05. 31. |               | 1987.62  |
| EC 32, 33                    | Stradivari               | Velence Santa Lucia – Velence Mestre – Treviso Centrale – Conegliano – Pordenone – Udine – Tarvisio Boscoverde – Villach Hbf – Velden am Wörthersee – Pörtschach am Wörthersee – Klagenfurt Hbf – St. Veit a. d. Glan – Treibach-Althofen – Friesach – Unzmarkt – Judenburg – Zeltweg – Knittelfeld – Leoben Hbf – Bruck a. d. Mur – Mürzzuschlag – Wiener Neustadt Hbf – Bécs Meidling – Bécs Südbahnhof |                  | 2004. 12. 14. |               |          |
| EC 686,687                   | Szamos                   | Püspökladány - Debrecen - Satu Mare |                  |               |               |          |
| EC 171,178                   | Cisalpino Teodolina      | Zürich HB – Arth-Goldau – Göschenen – Bellinzona – Lugano – Chiasso – Como S. Giovanni – Milano Centrale | CIS              |               |               |          |
| EC 190,191                   | Thomas Mann              | Hamburg - Puttgarden - Koppenhága | DB               | 1991. 06. 02. | 2002. 12. 14. | 1991.12  |
| EC 108,109                   | Thunersee                | Interlaken - Basel - Berlin |                  | 1991. 06. 02. | 1995. 05. 27. | 1991.21  |
| EC 109,110                   | Ticino                   | Basel - Chiasso - Milano |                  |               |               |          |
| EC 86,87                     | Tiepolo                  | Velence - Brenner - Kufstein - München | FS               | 1995. 05. 28. |               | 1995.01  |
|                              | Tisza                    | Budapest-Szolnok-Debrecen–Nyíregyháza–Lviv–Kiev-Moskva |                  |               |               |          |
| EC 74,75                     | Tiziano                  | Milano - Basel - Hamburg | DB               | 1987. 05. 31. | 2002. 12. 14. | 1987.21  |
| EC 46,47                     | Traianus                 | Budapest - Bucuresti |                  | 1997. 06. 01. | 2002. 12. 14. | 1997.02  |
| EC 162,163                   | Transalpin               | Wenen Westbf - St. Pölten Hbf - Linz Hbf - Wels Hbf - Salzburg Hbf - Kufstein - Wörgl Hbf - Jenbach - Innsbruck Hbf - Ötztal - Imst-Pitztal - Landeck-Zams - St. Anton am Arlberg - Langen am Arlberg - Bludenz - Feldkirch - Buchs SG (k) - Sargans - Zürich HB - Baden - Brugg - Frick - Stein-Säckingen - Rheinfelden - Basel SBB                                                                      | ÖBB / SBB        | 1987. 05. 31. | 2010. 06. 10. | 1987.35  |
| EC 143,144                   | Transilvania             | Bécs - Győr - Budapest - Szolnok - Episcopia Bihor - Oradea - Cluj-Napoca |                  |               |               |          |
| EC 158,159                   | Uetliberg                | Zürich HB – Stuttgart | SBB              | 1993. 05. 23. | 1994. 08. 07. | 1993.02  |
| EC                           | Val d'Ossola             | Milano - Brig - Lötschberg - Basel SBB | CIS              | 2004. 12. 12. |               |          |
| EC 127,120                   | Vallese                  | Genève-Aéroport – Genève – Lausanne – Montreux – Sion – Sierre/Siders – Brig – Domodossola – Verbania-Pallanza – Stresa – Arona – Gallarate – Milano Centrale | CIS              | 2004. 12. 12. |               |          |
| EC 40,41                     | Varsovia                 | Varsó - Frankfurt/oder - Berlin | DB               | 1993. 05. 23. | 2002. 05. 30. | 1993.14  |
| EC 90, 91                    | Vauban                   | Interlaken Ost – Interlaken West – Spiez – Thun – Bern – Olten – Liestal – Basel SBB – Basel SNCF – St-Louis (Haut Rhin) – Mulhouse Ville – Colmar – Selestat – Strasbourg – Metz Ville – Thionville – Luxembourg – Arlon – Brüsszel | SBB              | 1988. 05. 29. | 2007. 12. 08. | 1988.03  |
| EC 130,133                   | Verbano                  | Milano - Brig - Lötschberg - Basel SBB |                  | 2004. 12. 12. |               |          |
| EC 4,5                       | Verdi                    | Milano - Basel - Dortmund | DB               | 1991. 06. 02. | 2002. 12. 14. | 1991.22  |
| EC 978,975                   | Versailles               | (TGV) Genève - Párizs | SNCF             | 1987. 05. 31. |               | 1987.51  |
| EC 52,53                     | Victor Hugo              | Frankfurt am Main - Saarbrücken - Párizs Est | DB               | 1987. 05. 31. | 1995. 05. 27. | 1987.17  |
| EC 172,173                   | Vindobona                | Bécs - Schöna - Berlijn | ÖBB              | 1993. 05. 23. | -             | 1993.09  |
| EC 976,973                   | Voltaire                 | (TGV) Genève - Párizs | SNCF             | 1987. 05. 31. |               | 1987.50  |
| EC 160,161                   | Vorarlberg               | Zürich - Innsbruck | ÖBB              |               |               |          |
| EC 248,249                   | Wawel                    | Kraków-Katowice-Wrocław-Berlin-Hamburg |                  | 2006. 12. 10. |               | 2006.01  |
| EC 14,15                     | Wörthersee               | Klagenfurt - Salzburg - Kiel | DB               | 1989. 05. 28. | -             | 1989.03  |
| OEC 156,157                  | Zagreb                   | Zagreb Glavni Kolod. – Savski Marof – Dobova – Sevnica – Celje – Pragersko – Maribor – Spielfeld-Straß – Leibnitz – Graz Hbf – Bruck a. d. Mur – Mürzzuschlag – Wiener Neustadt Hbf – Bécs Meidling – Bécs Südbahnhof | ÖBB              |               |               |          |

## Egyéb használat
EuroCity magazin a neve az osztrák vasút újságjának, továbbá Revija (EuroCity) a horvát vasutak magazinjának a címe.